# تورنادو (خادم ويب)
تورنادو (بالإنجليزية: Tornado)‏ هو خادم ويب وإطار عمل ويب قابل للامتداد وغير قابل للحظر مكتوب بلغة بايثون . طوره فريند فيد ؛ فاستوحذت فيسبوك على الشركة سنة 2009 ثم أطلق تورنادو بعد ذلك بفترة وجيزة.